# Batimodus-Grabstein

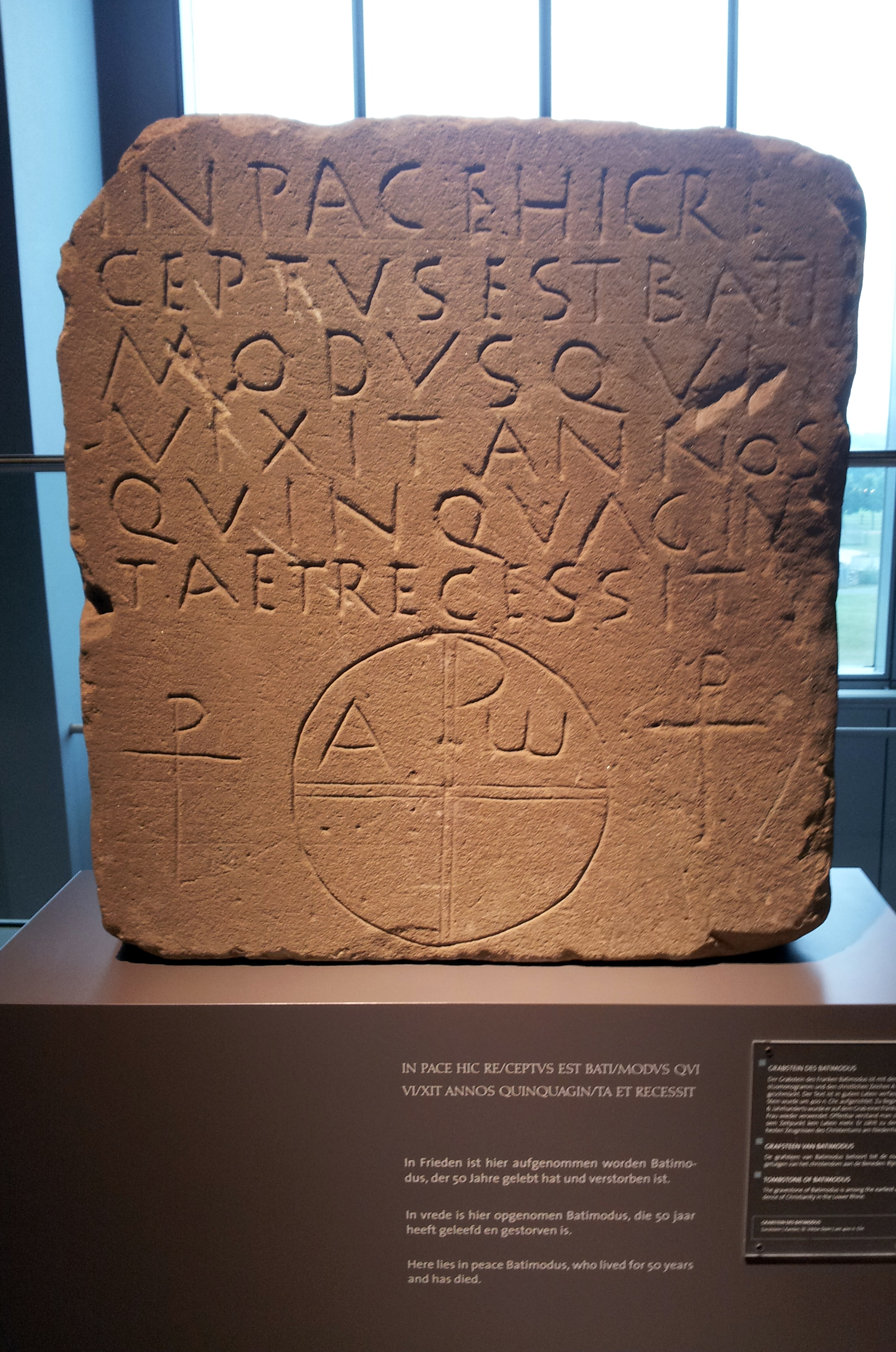
Der Grabstein des Batimodus aus Xanten

Der Batimodus-Grabstein (oder Grabstein des Batimodus, Batimodus-Stein) ist ein frühchristlicher Grabstein des Germanen Batimodus, der in Xanten gefunden wurde und aus der Zeit um 400 n. Chr. stammt. Der Stein ist ein wichtiges spätantikes Zeugnis für die regionale Religionsgeschichte und für das frühe Christentum der merowingischen Periode im Niederrheingebiet der ehemaligen römischen Provinzen Germania inferior und Germania secunda.

## Auffindung
Bei archäologischen Grabungen 1953 unter der Xantener Stiftskirche St. Viktor im Bereich des am Kanonikerchor anschließenden inneren Seitenschiffs (Standort Matthiasaltar), wurde der nahezu quadratische Stein als Spolie (als Kopfwand eines Plattensargs) wiederverbaut in einem fränkischen Frauengrab aus dem frühen 6. Jahrhundert gefunden. Er stammt aus einer spätantiken Schicht eines Gräberfeldes (beiderseits der alten Limesstraße), das bis zum Beginn des 5. Jahrhunderts betrieben wurde. Der Stein befindet sich heute in der Ausstellung des Römer-Museum Xanten.

## Inschrift und Beschreibung
Der aus Sandstein gefertigte Stein hat die Maße in Höhe, Breite und Tiefe von 67 × 62 × 16,5 cm. Er trägt eine Inschrift in Majuskeln, die etwa drei Fünftel der Fläche einnimmt. Unterhalb der Inschrift sind nebeneinander drei Christogramme in Form der Crux monogrammatica angebracht, bei denen das mittlere mehr als anderthalbmal größer als die beiden anderen ist. Zudem ist es mit einer feinen Doppellinie gezeichnet und in einen Kreis gesetzt. Über dem Querbalken des Kreuzes sind rechts „Alpha und Omega“ in die Kreissegmente eingefügt. Die Wiederverwendung im Frauengrab bezeugt, dass zu dieser Zeit die lateinische Schrift nicht mehr verstanden wurde und lediglich die christliche Symbolik bedeutungstragend und somit zweckdienlich war.

Die sechszeilige Inschrift ist klar lesbar und in dünnen Linien gefertigt. Sie stellt in Form und Gestalt eine Übergangsform dar zwischen der üblichen Capitalis monumentalis der römischen Zeit und der folgenden fränkischen Zeit mit gröberen und simpleren Schriftbildern.

„[I]N PACE HIC RE / CEPTVS EST BATI / MODVS QVI / VIXIT ANNOS / QVINQVAGIN / TA ET RECESSIT // XP(ICTOC) // A // XP(ICTOC) // ω //  XP(ICTOC)“

„In Frieden wurde hier aufgenommen Batimodus, der 50 Jahre lebte und (dann) verschied. Christus Alpha Christus Omega Christus“

 Die Formel in pace receptus ist hier einzig belegt für die Region und Zeit. Die Formen der Christogramme lassen eine Datierung Ende des 4. Jahrhunderts bis Anfang des 5. Jahrhunderts zu.

## Name
Der Name Batimodus ist ein zweigliedriger germanischer männlicher Personenname mit latinisiertem Auslaut. Für das Erstglied Bat- lässt sich germanisch *bat- ansetzen, das beispielsweise in gotisch gabatnan für Vorteil erlangen, altenglisch batian, althochdeutsch bazan, altnordisch batna „besser werden“ belegt ist. Die moderne niederländische Sprache kennt das hiervon abgeleitete Verb baten („nützen“) und das Nomen de baat, das sich mit „Profit, Gewinn oder Vorteil“ übersetzen lässt. Das zweite Glied -mod-us gehört zum gemeingermanisch bezeugten Appellativ gotisch moþs, altenglisch. altfriesisch, altsächsisch mōd, althochdeutsch, altniederfränkisch muot, altnordisch Móþr mit der Bedeutung „Verstand, Herz, Sinn, Gemüt“. Nach Heinrich Tiefenbach liegt ein Morphem vor mit der Bedeutung „vorteilhaft, heilsam, gut“. Das gleiche Etymon erscheint im Stammesnamen der Bataver „die Guten oder die Trefflichen“ hier nach Tiefenbach in einer jüngeren i-stämmigen Flexionsform. Die Form Batimodus bezeichnet daher die Charaktereigenschaft von jemandem, „der eine gute Gesinnung hat“ oder mit der Bedeutung „der das Herz/den Mut eines Batavers hat“. Aus der gleichen Zeit stammt eine Grabinschrift aus dem oberitalienischen Concordia Sagittaria mit dem genau entsprechenden Personennamen Batemodus eines hohen Offiziers der Herulerabteilung, die einen Teil der Auxilia palatina bildete. Tiefenbach sieht in Batimodus einen Christen vom regionalen Stamm der Chattuarier.